# Głupi
Głupi – debiutancki album studyjny polskiego zespołu muzycznego Ørganek. Wydawnictwo ukazało się 12 maja 2014 roku nakładem wytwórni muzycznej Mystic Production. Płytę poprzedziły single „Nie lubię” i „Kate Moss”.
Album dotarł do 7. miejsca polskiej listy przebojów – OLiS. Wydawnictwo uzyskało status platynowej płyty, przekraczając liczbę 30 tysięcy sprzedanych kopii.

## Lista utworów
Opracowano na podstawie materiału źródłowego.
| Nr  | Tytuł utworu              | Długość |
| --- | ------------------------- | ------- |
| 1.  | „Nazywam się Organek”     | 2:25    |
| 2.  | „Dziewczyna Śmierć”       | 3:09    |
| 3.  | „Nie lubię (Mizantropia)” | 7:01    |
| 4.  | „Młodzież szuka sensacji” | 2:08    |
| 5.  | „Italiano”                | 5:21    |
| 6.  | „King of the Parasites”   | 5:00    |
| 7.  | „Stay”                    | 3:41    |
| 8.  | „O, Matko!”               | 3:23    |
| 9.  | „Kate Moss”               | 2:43    |
| 10. | „Autostrada 666”          | 1:49    |
| 11. | „Głupi ja”                | 3:24    |
| 12. | „Nie lubię” (Radio Edit)  | 3:36    |
|     |                           | 43:40   |

## Certyfikat
| Kraj          | Certyfikat | Sprzedaż |
| ------------- | ---------- | -------- |
| Polska (ZPAV) | platyna    | 30 000+  |